# Dan Mutașcu
Dan Mutașcu (* 22. Dezember 1944 in Slatina) ist ein rumänischer Schriftsteller.

## Leben
Der Sohn eines Offiziers studierte nach dem Besuch des Gymnasiums von 1963 bis 1966 an der Philologischen Fakultät des Pädagogischen Instituts der Universität Bukarest. Ohne Abschluss wechselte er zur Philosophischen Fakultät, wo er sein Studium bis 1968 fortsetzte. Seinen Abschluss an der Philologischen Fakultät erhielt er schließlich 1973. Von 1970 bis 1984 war er Chefredakteur der Zeitschrift Săptămâna. Seine ersten Gedichte erschienen 1966 in der Zeitschrift Ramuri. Sein erster Gedichtband Poems wurde 1969 in New Jersey in der Übersetzung von Mircea Bucurescu und M. Redmond veröffentlicht. Sein Debüt in Rumänien folgte 1970 mit dem Gedichtband Substratum. Es erschienen weitere Gedichtbände, außerdem auch mehrere Romane sowie Essays.

## Werke
- Poems, 1969
- Substratum, Gedichte, 1970
- Ochiul lui Zamolxe, Gedichte, 1972
- Oglinda lui Cagliostro, Gedichte, 1972
- Calatoriile lui Sindbad Marinarul, Gedichte, 1972
- Levky, Gedichte, 1973
- Stema din inimi, Gedichte, 1973
- Scrisori bizantine, Gedichte, 1974
- Tara ca meditatie, Gedichte, 1975
- Bunul cetatean Arhimede, Roman, 1975
- Lunea cea mare, Roman, 1977
- Dans sub spinzuratoare, Roman, 1978
- Ipoteca si alte povestiri, Erzählungen, 1979
- Lumea ca literatura, Essays, 1979
- Vara si iarna, Roman, 1980
- Casatorie din dragoste, schite, Erzählungen, 1981
- Mirii cei tristi, Roman, 1982
- Cerbul din oglinda, versuri. Bucuresti, Gedichte, 1984
- Clipe si regi, Gedichte, 1984
- Fastele oglinzilor, Gedichte, 1987